# Leonyid Gyenyiszovics Kizim
Leonyid Gyenyiszovics Kizim (orosz betűkkel: Кизим Леонид Денисович); Krasznij Liman, 1941. augusztus 5. – Moszkva, 2010. június 14.) ukrán származású szovjet berepülőpilóta, űrhajós.

## Életpálya
Ukrajna Donyecki területén, Krasznij Liman városban született 1958-ban fejezte be középiskolai tanulmányait. Ezt követően a csernyihivi katonai repülő főiskolán tanult. A katonai repülőiskola elvégzését követően 1963-tól repülőtiszt. 1965. október 23-tól részesült űrhajóskiképzésben. 1975-ben elvégezte a Gagarin-repülőakadémiát. 374 napot, 17 órát és 56 percet töltött a világűrben. Két űrállomáson szolgált, a Szaljut–7-en és a Mir-en.  1987. június 13-án vonult vissza az űrhajózástól. 1992-től az Orosz Fegyveres Erők kozmikus csapatainak parancsnok-helyettese volt. Miniszteri tanácsosként dolgozott, majd 1995-től a Katonai űreszközök Akadémiájának igazgatója volt Szentpéterváron.
Bélyegen is megörökítették az űrrepülését.

## Űrrepülések
- Szojuz T–3 űrhajó parancsnokaként érkezett  a Szaljut–6 űrállomásra,
- Szojuz T–10 űrhajó parancsnokaként érkezett a Szaljut–7 űrállomásra, a Szojuz T–11 parancsnokaként érkezett vissza a Földre,
- Szojuz T–15 űrhajó parancsnokaként elsőként érkezett a Mir űrállomásra,

## Tartalék személyzet
- Szojuz T–2 űrhajó tartalék parancsnoka,
- Szojuz T–6 űrhajó tartalék parancsnoka,

## Kitüntetések
Kétszer kapta meg a Szovjetunió Hőse kitüntetést.